# Jugendrausch
Jugendrausch ist ein deutsches Stummfilmmelodram aus dem Jahre 1927. Unter der Regie von Georg Asagaroff spielen Camilla Horn und Hertha von Walther die Hauptrollen zweier grundverschiedener Freundinnen. Ihre männlichen Partner sind Gustav Fröhlich und der Engländer Warwick Ward.

## Handlung
Der Handlungszeitraum sind die „wilden 1920er Jahre“. Mary und Eva sind zwar beste Freundinnen, aber sie leben komplett unterschiedliche Lebensträume. Die Eine, Eva, ist ungebändigt und hemmungslos, will alles und am besten sofort. Ihrer unbändigen Lebensfreude, gepaart mit einem Verantwortung negierenden Nihilismus, steht die bedächtige Mary mit einer großen Ernsthaftigkeit und Zurückhaltung gegenüber. Sie ist überlegt in dem was sie tut, erwägt die Konsequenzen und zeigt Verantwortung mit ihrem Handeln. Ihre Ziele sind klar gesteckt und weisen Realitätssinn auf. In ihrer hemmungslosen Genusssucht erweist sich die temperamentvolle und bindungsscheue Eva, die nur von Tag zu Tag lebt aber auch rücksichtslos gegenüber Mary. 
Denn eines Tages spannt sie ihr den Freund Armand aus, dem das Leben an Evas Seite wilder und spannender erscheint als das an der ihm immer mehr allzu brav erscheinenden Mary. Diese aber lässt sich trotz des Verlustschmerzes nichts anmerken und versucht, weiterhin ihren Lebensweg zu gehen. Eva hingegen will als Gesangs- und Tanzgirl in einer Revue groß herauskommen. Das verschlingt ihre ganze Habe, führt aber dennoch zu keinem Erfolg, sodass der ihr mehr und mehr verfallende Armand auch finanziell beispringen muss. Bald verstrickt er sich, um Eva bei Laune zu halten, in kriminelle Aktivitäten. Erst jetzt erkennt er, was er in der altruistischen und vernunftsorientierten Mary hatte. Eva hingegen muss erst ganz tief fallen, bis auch in ihr ein Sinneswandel eintritt und der titelgebende Jugendrausch dem Realitätssinn Platz macht ...

## Produktionsnotizen
Jugendrausch entstand ab September 1926 bis in die ersten Wochen des Jahres 1927 hinein im UFA-Atelier. Der Film passierte am 10. Juni 1927 die Zensur und wurde am 15. Juni desselben Jahres im Berliner Gloria-Palast uraufgeführt. Der für die Jugend verbotene Film besaß acht Akte, verteilt auf 2842 Metern Länge.
Ladislaw Starewitsch inszenierte die Trickaufnahmen (Grashüpfer-Konzert), Erich Czerwonski gestaltete die Filmbauten.

## Kritik
„Das Sujet ist mit seiner ausgeprägten moralischen Tendenz sichtlich nach amerikanischem Muster gearbeitet, in seiner Anlage nicht mehr ganz neu, im Detail aber durchaus modern. Die Hauptdarsteller berühren größtenteils durch ihre Jugend sympathisch, die Besetzung der übrigen Rollen ist gut. Die Regie hätte durch mehr Straffheit gewonnen, während sie andererseits in den Trickbildern einer Parallelhandlung recht originell arbeitet.“